# Tanimbarwaaierstaart
De tanimbarwaaierstaart (Rhipidura fuscorufa) is een zangvogel uit de familie Rhipiduridae (waaierstaarten). De soort werd in 1883 door  Philip Sclater geldig beschreven en in dezelfde publcatie afgebeeld door Joseph Smit. Later werd het taxon ook wel als ondersoort van de  streepborstwaaierstaart (R. rufiventris) opgevat.

## Kenmerken
De vogel is 18 cm lang. De vogel is overwegend bruin,van boven donker olijfkleurig bruin. Boven het oog heeft de vogel een smalle, korte en lichte wenkbrauwstreep. De keel en de borst zijn wit, daaronder is de vogel warm bruin, lichter dan van boven.

## Verspreiding en leefgebied
Het is een endemische vogelsoort van de Tanimbareilanden en het eiland Babar (Indonesië). De vogel is een bewoner van bossen in laagland en mangrovebos. 

## Status
Binnen dit beperkte eilandgebied is het nog een algemeen voorkomende vogel. Vooral op het eiland Yamdena vinden echter ontbossingen plaats die het leefgebied kleiner maken. Daardoor is de kans op de status  kwetsbaar (voor uitsterven) aanwezig. De grootte van de populatie is niet gekwantificeerd. De tanimbarwaaierstaart staat daarom als gevoelig op de Rode Lijst van de IUCN.